# Rickrolling
Rickroll é um fenômeno da Internet que envolve o videoclipe da música Never Gonna Give You Up de 1987 de Rick Astley. O meme é uma pegadinha: uma pessoa fornece um link que ela diz ser relevante quanto ao tópico em questão, mas o link leva o usuário para o vídeo de Rick Astley. Quando uma pessoa entra no link que a leva a este vídeo musical, diz-se que tem sido "rickrolleado". Rickrolling estendeu-se além dos links, reproduzindo o vídeo ou música interrompendo outras situações, inclusive em locais públicos; isso culminou quando Astley e a música fizeram uma aparição surpresa na apresentação musical do carro alegórico d' A Mansão Foster para Amigos Imaginários na Macy's Thanksgiving Day Parade saindo de trás do carro alegórico cantando o single Never Gonna Give You Up em 2008 , num evento televisionado com dezenas de milhões de telespectadores. 

## História
Astley gravou "Never Gonna Give You Up" em seu álbum Whenever You Need Somebody lançado em 1987. A canção foi número um em vários países.
A primera vez que se "rickrolleou" foi em maio de 2007 no site de videogames do 4chan, onde um link que dizia levar a um trailer de Grand Theft Auto IV, realmente levava no videoclipe de Astley.
Em maio de 2007 a prática alcançou notoriedade na Internet, e aumentou sua popularidade depois de seu uso no dia da mentira de 2008 por várias companhias e sites da web, incluído o YouTube, "rickrolleando" todos seus vídeos destacados nesse dia. Em abril do mesmo ano, uma pesquisa realizada pelo SurveyUSA estimou que pelo menos 18 milhões de americanos haviam sido "rickrolleados".
A partir de 2008 esta prática passou a se seguir por toda a Internet.
Em 2009, Astley escreveu para a revista Time, onde agradecia tudo o que fizeram pelo fenômeno "rickroll".
Em 17 de junho de 2020, o próprio Rick Astley foi alvo da pegadinha. Após Astley ter feito uma postagem no Reddit, um usuário deixou um comentário em que alegava ser seu fã, que havia ido em 5 shows do cantor, e que tinha uma foto para provar. O link da foto na verdade levava ao vídeo da música. Astley respondeu o usuário parabenizando-o por ter conseguido fazer a pegadinha com ele.